# Juin 1972

## Évènements
- Le Premier ministre du Royaume-Uni Edward Heath abandonne sa politique néolibérale pour recourir aux méthodes interventionnistes : encadrement du crédit, blocage des prix et des salaires, nationalisation de Rolls Royce.

- 1er juin : l’Irak nationalise à 51 % la production de pétrole (Iraq Petroleum Company).

- 4 juin (Formule 1) : Grand Prix automobile de Belgique.

- 5 juin : la première conférence de l’ONU sur l’environnement s'ouvre à Stockholm. Elle marque le début d'une prise de conscience qui mènera entre autres à l'Économie de l'environnement.

- 8 juin, Québec : formation de la Centrale des syndicats démocratiques au Québec.

- 10 juin : départ de la quarantième édition des 24 Heures du Mans.

- 11 juin : victoire de Henri Pescarolo et Graham Hill aux 24 Heures du Mans.

- 14 juin, France : ouverture du musée du Cinéma fondé par Henri Langlois au palais de Chaillot.

- 14 - 25 juin : ouragan Agnes sur l'Atlantique Nord.

- 17 juin : 
  - Salvador Allende forme un nouveau gouvernement au Chili.
  - En pleine campagne électorale, la police surprend cinq hommes en train de poser des micros dans l’immeuble du Watergate à Washington, où siège le QG du parti démocrate. L'enquête révèle que ces hommes ont agi pour le compte du « Comité pour la réélection du président » républicain Richard Nixon ce qui déclenche une crise politique majeure connue sous le terme de « Scandale du Watergate ».

- 18 juin : inauguration à Colombey-les-Deux-Églises, à l'occasion du 32e anniversaire du célèbre Appel à la Résistance, lancé sur les ondes de la BBC par le général de Gaulle, d'un monument en hommage à l'ancien chef de la France libre - une immense croix de Lorraine - par le président de la République Georges Pompidou.

- 27 juin, France : programme commun de gouvernement signé entre le PS, le PCF et le MRG en France.

- 29 juin : La Cour suprême des États-Unis prend l'arrêt Furman v. Georgia (5 voix contre 4) qui décide d'un moratoire sur la peine de mort (abrogé en 1976).

## Naissances
- 2 juin : Wentworth Miller, acteur britannique.
- 3 juin : Michela Murgia, écrivaine italienne († 10 août 2023).
- 4 juin : Ysa Ferrer, chanteuse, actrice et compositrice française.
- 5 juin : Chakall est un chef cuisinier argentin.
- 6 juin : Tamara Davies, actrice américaine.
- 7 juin : Karl Urban, acteur.
- 8 juin : Roosevelt Skerrit, premier ministre de la Dominique.
- 10 juin : Radmila Šekerinska, femme politique macédonienne, ancien premier ministre de la Macédoine.
- 19 juin : 
  - Jean Dujardin, acteur français.
  - Poppy Montgomery, actrice australienne.
  - Robin Tunney, actrice américaine.
- 23 juin : Zinédine Zidane,  footballeur international français.
- 24 juin : 
  - Robbie McEwen, cycliste australien.
  - Blaise Ndala, Écrivain canadien d'origine du congo-kinshasa.
- 25 juin : 
  - Mike Kroeger, bassiste du groupe canadien Nickelback.
  - Saïf al-Islam Kadhafi, un homme politique libyen, fils de Mouammar Kadhafi et de Safia Farkash.
- 26 juin : Garou, chanteur québécois.
- 29 juin : Samantha Smith, écolière américaine, Ambassadrice de bonne volonté en Union soviétique († 25 août 1985).

## Décès
- 5 juin : Louis Mottiat, coureur cycliste belge (° 6 juillet 1889).
- 29 juin : Boby Lapointe, chanteur français (° 1922).